# Кастело Тезино
Кастѐло Тезѝно (на италиански: Castello Tesino, на местен диалект: Castel Tasin, Кастел Тазин) е село и община в Северна Италия, автономна провинция Тренто, автономен регион Трентино-Южен Тирол. Разположено е на 871 m надморска височина. Населението на общината е 1174 души (към 2018 г.).